# ゴクラクチョウカ科
ゴクラクチョウカ科 (ゴクラクチョウカか、Strelitziaceae) は単子葉植物の科の1つ。熱帯を中心に3属7種が知られる。ゴクラクチョウカは温帯では温室植物として栽培されるほか、切り花の生産もされている。タビビトノキは特徴ある形態で知られるとともに、熱帯圏で広く植栽される。

## 形態・分布・分類
新熱帯、旧熱帯とケープ植物区に分布する。
葉の形態などから、しばしばバショウ科に含められていたが、クロンキスト体系ではショウガ目の中で独立した科とされた。APG植物分類体系でも単子葉植物ツユクサ類 (Commelinids) のショウガ目を構成する科である。

## 属
本科は３属が認められている。
- ストレリチア属（Strelitzia） 
  - ゴクラクチョウカ（Strelitzia reginae）
  - オウギバショウ（Strelitzia alba）
  - ルリゴクラクチョウカ（Strelitzia nicolai）
- タビビトノキ属（Ravenala）
  - タビビトノキ（Ravenala）
- フェナコスペルマム属（Phenakospermum）
  - タビビトノキモドキ（Phenakospermum guyannense）　
  - ※果実はソロロカフラワーと呼ばれる。

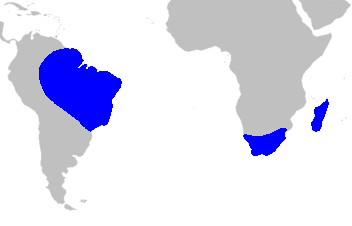
ゴクラクチョウカ科の分布図
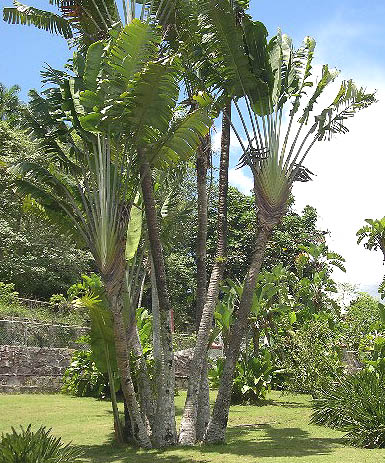
タビビトノキ
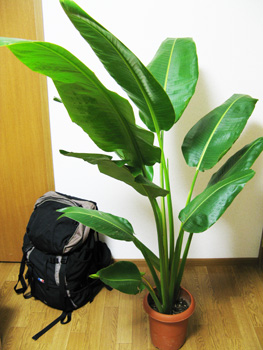
タビビトノキ（ホームセンターで市販のサイズ）
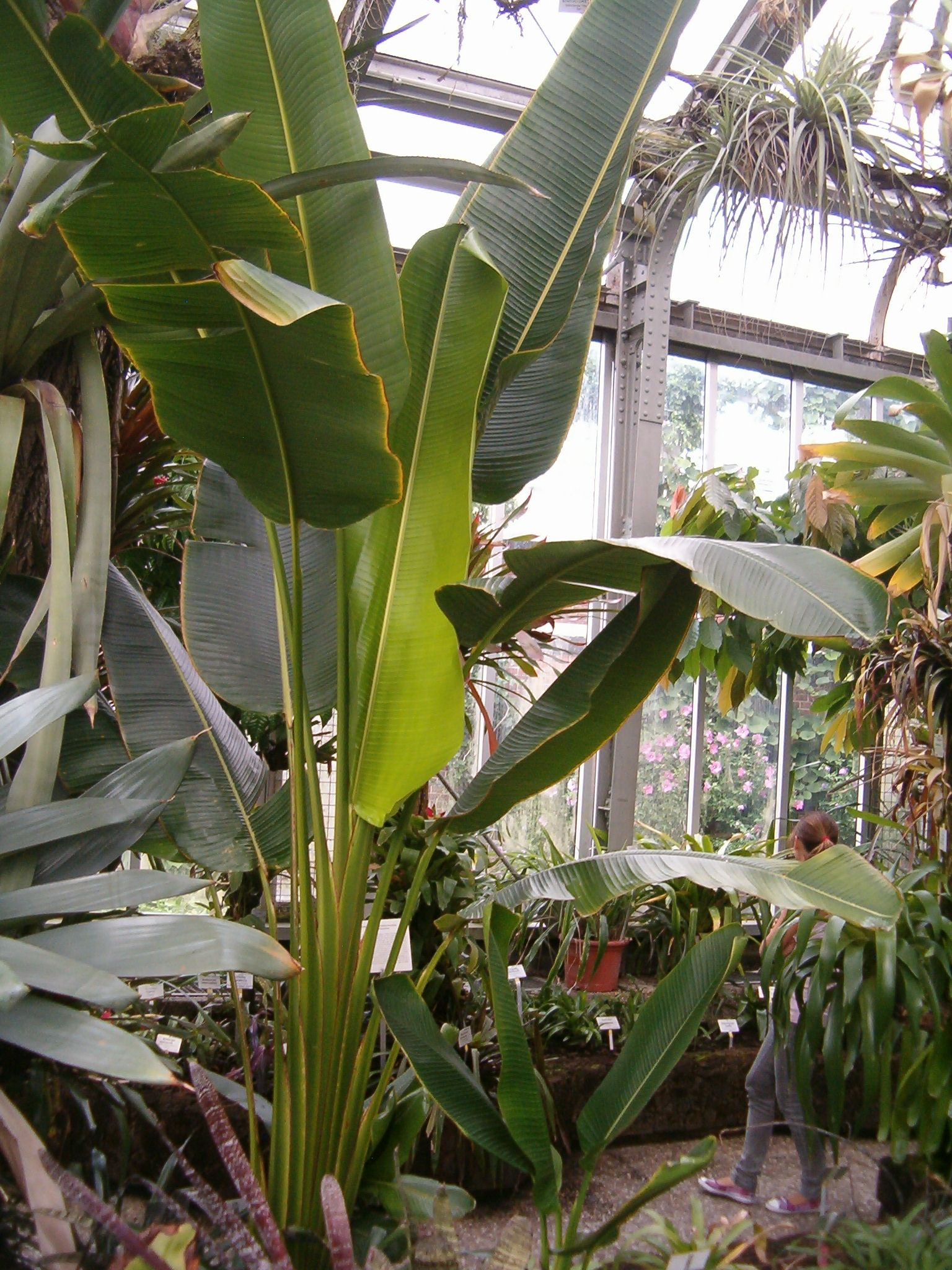
フェナコスペルマム